# 姜產之
姜產之（？—467年），南彭城郡人。南朝宋將領。姜產之曾參與推翻宋前廢帝的圖謀，助宋明帝登位。後參與了消滅劉子勛政權的戰事，在參與收復北魏所佔淮北土地戰事中戰死。

## 生平
宋前廢帝在位期間，姜產之在禁軍任細鎧主。景和元年十一月二十九日（466年1月1日）早上，前廢帝出華林圍，並讓山陰公主與一直被幽禁殿內的建安王劉休仁、山陽王劉休祐同行，只有湘東王劉彧仍在祕書省中，憂懼不已。湘東世子師阮佃夫早前已與禁中將軍柳光世等人商議推翻前廢帝，此時為救劉彧，就將舉事的計謀分別告知外監典事朱幼、主衣壽寂之及姜產之。姜產之將之向部下細鎧將王敬則透露，並命隊副聶慶與手下富靈符、俞道龍、宋逵之及田嗣四名壯士聚集在聶慶處候命。當晚，前廢帝率領山陰公主及劉休仁等到竹林堂射鬼，壽寂之抽刀先進，姜產之作為副手跟著前進，其他合謀者就再接著跟隨，前廢帝遂遭壽寂之刺殺。前廢帝死後，劉休仁以太皇太后名義宣布廢黜前廢帝，擁立劉彧為帝，即宋明帝。明帝就對參與事變的將領們論功行賞，姜產之獲封汝南縣侯，食邑八百戶。
泰始二年（466年）三月，宋明帝派姜產之領軍支援劉勔進攻支持劉子勛政權的豫州刺史殷琰。同年八月子勛政權覆亡，姜產之以軍功獲加二百戶食邑。後轉晉平王劉休祐的驃騎中兵參軍，龍驤將軍，南濟陰太守。泰始三年（467年）年初，因徐州刺史薛安都等恐懼不獲赦罪而招引北魏為援致令張永、沈攸之所領宋軍遭魏軍擊敗潰退，淮北徐兗二州地區落入魏軍之手，宋明帝在八月再派沈攸之領軍進攻徐州治所彭城，姜產之亦隨軍。然而，沈攸之在焦墟時就接到明帝撤軍的命令，遂返回下邳，姜產之則和陳顯達及高遵世等在睢口遭魏將孔伯恭擊破，姜產之及高遵世戰死。姜產之獲追贈左軍將軍。